# Verónica Cepede Royg
Verónica Cepede Royg (Asunción, 21 gennaio 1992) è una tennista paraguaiana inattiva dal 2022.

## Biografia
Suo padre, Eduardo, è benzinaio; la madre, Edith, una dentista in pensione; il fratello è economista e la sorella un architetto. Sono stati i fratelli a introdurla al tennis, quando lei aveva solo 5 anni.
Ha disputato i primi tornei Juniores nel 2009, ottenendo come miglior risultato la semifinale in doppio al Torneo di Wimbledon 2010, insieme a Cristina Dinu. Ha raggiunto l'undicesima posizione come miglior ranking.
Sempre nel 2010 è passata al ITF Women's Circuit, in cui finora ha vinto quattordici tornei in singolare e venti in doppio.

La tennista ha ricevuto l'invito dall'ITF a partecipare alle Olimpiadi di Londra e a quelle di Rio nel singolare femminile, venendo poi eliminata al primo turno in entrambi gli eventi
In Fed Cup ha giocato un totale di ottantasette match con la squadra paraguaiana vincendone sessantuno.
Nel 2015 ha partecipato al suo primo torneo dello Slam, dopo esser riuscita a superare le qualificazioni per l'Open di Francia senza cedere set: nel tabellone principale all'esordio ha affrontato Virginie Razzano.
Nel 2021 ha rappresentato il suo paese per la terza volta alle Olimpiadi, quelle di Tokyo, dove è uscita nuovamente al primo turno.

## Statistiche WTA

### Doppio

#### Vittorie (1)
| Legenda               |
| --------------------- |
| Grande Slam (0)       |
| Ori Olimpici (0)      |
| WTA Finals (0)        |
| Premier Mandatory (0) |
| Premier 5 (0)         |
| Premier (0)           |
| International (1)     |

| N. | Data             | Torneo                   | Superficie  | Compagna       | Avversarie              | Punteggio   |
| 1. | 20 febbraio 2016 | Rio Open, Rio de Janeiro | Terra rossa | María Irigoyen | Tara Moore Conny Perrin | 6-1, 7-6(5) |

#### Sconfitte (2)
| Legenda               |
| --------------------- |
| Grande Slam (0)       |
| Argenti Olimpici (0)  |
| WTA Finals (0)        |
| Premier Mandatory (0) |
| Premier 5 (0)         |
| Premier (0)           |
| International (2)     |

| N. | Data           | Torneo                            | Superficie  | Compagna             | Avversarie                          | Punteggio   |
| 1. | 4 marzo 2017   | Abierto Mexicano Telcel, Acapulco | Cemento     | Mariana Duque Mariño | Darija Jurak Anastasija Rodionova   | 3-6, 2-6    |
| 2. | 15 aprile 2017 | Claro Open Colsanitas, Bogotà     | Terra rossa | Magda Linette        | Beatriz Haddad Maia Nadia Podoroska | 3-6, 6(4)-7 |

## Circuito WTA 125

### Doppio

#### Vittorie (1)
| N. | Data             | Torneo                     | Superficie | Compagna    | Avversarie                       | Punteggio        |
| 1. | 27 novembre 2015 | Carlsbad Classic, Carlsbad | Cemento    | Gabriela Cé | Oksana Kalašnikova Tatjana Maria | 1-6, 6-4, [10-8] |

## Statistiche ITF

### Singolare

#### Vittorie (14)
| Torneo $100.000 (0) |
| Torneo $80.000 (0)  |
| Torneo $75.000 (0)  |
| Torneo $60.000 (0)  |
| Torneo $50.000 (1)  |
| Torneo $25.000 (6)  |
| Torneo $15.000 (0)  |
| Torneo $10.000 (7)  |

| N.  | Data             | Torneo                                                    | Superficie  | Avversaria in finale | Punteggio        |
| 1.  | 18 ottobre 2009  | ITF Women's Circuit Bauru, Bauru                          | Terra rossa | Vivian Segnini       | 6-0, 6-3         |
| 2.  | 25 ottobre 2009  | ITF Women's Circuit Santa Cruz, Santa Cruz de la Sierra   | Terra rossa | Vivian Segnini       | 6-2, 6-2         |
| 3.  | 5 dicembre 2009  | ITF Women's Circuit La Serena, La Serena                  | Terra rossa | Barbara Rush         | 6-1, 6-4         |
| 4.  | 20 novembre 2010 | Club Internacional de Tenis CIT, Asunción                 | Terra rossa | Tatiana Búa          | 6-2, 6-2         |
| 5.  | 11 dicembre 2010 | ITF Women's Circuit Talca, Talca                          | Terra rossa | Camila Silva         | 7-6(2), 3–6, 6-3 |
| 6.  | 20 febbraio 2011 | Asociacion Argentina de Tenis Women Circuit, Buenos Aires | Terra rossa | Nathalia Rossi       | 4-1, rit.        |
| 7.  | 15 maggio 2011   | Torneo Club Radio Parque, Encarnación                     | Terra rossa | Ornella Caron        | 6-2, 6-2         |
| 8.  | 31 luglio 2011   | MasterCard Tennis Cup, Campos do Jordão                   | Cemento     | Adriana Pérez        | 7-6(4), 7-5      |
| 9.  | 17 dicembre 2011 | Copa Providencia BCI, Santiago                            | Terra rossa | Mailen Auroux        | 6-0, 1-6, 6-3    |
| 10. | 12 novembre 2012 | ITF Women's Circuit Asuncion, Asunción                    | Terra rossa | Ioana Raluca Olaru   | 5-7, 7-6(7), 6-2 |
| 11. | 2 novembre 2013  | ITF Women's Circuit Caracas, Caracas                      | Cemento     | Laura Pigossi        | 6-2, 6-2         |
| 12. | 14 dicembre 2013 | Copa Providencia BCI, Santiago del Cile                   | Terra rossa | María Irigoyen       | 6-3. 6-4         |
| 13. | 7 giugno 2014    | Seguros Bolívar Open Medellín, Medellín                   | Terra rossa | Irina-Camelia Begu   | 6-4, 4-6, 6-4    |
| 14. | 5 dicembre 2015  | Copa Providencia BCI, Santiago del Cile                   | Terra rossa | Anne Schäfer         | 6–0, 2–6, 7–5    |

#### Sconfitte (14)
| Torneo $100.000 (2) |
| Torneo $80.000 (1)  |
| Torneo $75.000 (1)  |
| Torneo $60.000 (1)  |
| Torneo $50.000 (1)  |
| Torneo $25.000 (3)  |
| Torneo $15.000 (0)  |
| Torneo $10.000 (5)  |

| N.  | Data              | Torneo                                                      | Superficie  | Avversaria in finale  | Punteggio        |
| 1.  | 29 novembre 2009  | Torneo Internacional Copa Club Villa Lima, Lima             | Terra rossa | Carla Lucero          | 7-5, 3-6, 5-7    |
| 2.  | 10 ottobre 2010   | Londrina Tennis Cup, Londrina                               | Terra rossa | Teliana Pereira       | 4-6, 0-6         |
| 3.  | 14 novembre 2010  | Club Internacional de Tenis CIT, Asunción                   | Terra rossa | Vanesa Furlanetto     | 6-1, 4-6, 5-7    |
| 4.  | 5 dicembre 2010   | Copa Providencia BCI, Santiago del Cile                     | Terra rossa | Andrea Koch Benvenuto | 2-6, 2-6         |
| 5.  | 24 aprile 2011    | Asociacion Argentina de Tenis Women Circuit, Córdoba        | Terra rossa | Daniela Seguel        | 6(4)-7, 6-0, 4-6 |
| 6.  | 14 luglio 2013    | Mundial de Tenis Femenino do Interior, Campinas             | Cemento     | María Irigoyen        | 2-6, 2-6         |
| 7.  | 13 ottobre 2013   | ITF Women's Circuit Asuncion, Asunción                      | Terra rossa | Florencia Molinero    | 3-6, 6(5)-7      |
| 8.  | 6 aprile 2015     | Seguros Bolivar Open Medellin, Medellín                     | Terra rossa | Teliana Pereira       | 6(6)-7, 1-6      |
| 9.  | 25 settembre 2016 | Coleman Vision Tennis Championships, Albuquerque            | Cemento     | Mandy Minella         | 4-6, 5-7         |
| 10. | 21 maggio 2017    | Empire Slovak Open, Trnava                                  | Terra rossa | Markéta Vondroušová   | 5-7, 6(3)-7      |
| 11. | 20 maggio 2018    | Empire Trnava Cup, Trnava                                   | Terra rossa | Viktória Kužmová      | 4-6, 6-1, 1-6    |
| 12. | 28 ottobre 2018   | Tennis Classic of Macon, Macon                              | Cemento     | Varvara Lepchenko     | 4-6, 4-6         |
| 13. | 10 aprile 2019    | Women's ITF Irapuato Club de Golf Santa Margarita, Irapuato | Cemento     | Astra Sharma          | 7-6(3), 4-6, 3-6 |
| 14. | 13 novembre 2021  | Copa LP Chile, Santiago del Cile                            | Terra rossa | Anna Bondár           | 2-6, 3-6         |

### Doppio

#### Vittorie (20)
| Torneo $100.000 (0) |
| Torneo $80.000 (0)  |
| Torneo $75.000 (0)  |
| Torneo $60.000 (0)  |
| Torneo $50.000 (3)  |
| Torneo $25.000 (7)  |
| Torneo $15.000 (0)  |
| Torneo $10.000 (10) |

| N.  | Data              | Torneo                                                                          | Superficie  | Partner              | Avversarie                                  | Punteggio        |
| 1.  | 4 dicembre 2009   | ITF Women's Circuit La Serena, La Serena                                        | Terra rossa | Fernanda Brito       | Andrea Koch Benvenuto Giannina Minieri      | 4–6, 6–0, [10–6] |
| 2.  | 23 ottobre 2010   | Aberto de Santa Maria, Santa Maria do Herval                                    | Terra rossa | Vivian Segnini       | Natasha Lotuffo Roxane Vaisemberg           | w/o              |
| 3.  | 12 novembre 2010  | Club Internacional de Tenis CIT, Asunción                                       | Terra rossa | Vanesa Furlanetto    | Luciana Sarmenti Carolina Zeballos          | 6-0, 6-3         |
| 4.  | 19 novembre 2010  | Club Internacional de Tenis CIT, Asunción                                       | Terra rossa | Vanesa Furlanetto    | Lucía Jara-Lozano Luciana Sarmenti          | 6–2, 2–6, [10–3] |
| 5.  | 3 dicembre 2010   | Copa Providencia BCI, Santiago del Cile                                         | Terra rossa | Luciana Sarmenti     | Barbara Rush Camila Silva                   | 6-1, 6-3         |
| 6.  | 10 dicembre 2010  | ITF Women's Circuit Talca, Talca                                                | Terra rossa | Luciana Sarmenti     | Flávia Guimarães Bueno Belén Ludueña        | 6-3, 6-1         |
| 7.  | 12 febbraio 2011  | Asociacion Argentina de Tenis Women Circuit, Buenos Aires                       | Terra rossa | Luciana Sarmenti     | Fernanda Brito Catalina Pella               | 6-0, 6-3         |
| 8.  | 18 febbraio 2011  | Asociacion Argentina de Tenis Women Circuit, Buenos Aires                       | Terra rossa | Luciana Sarmenti     | Andrea Benítez Tatiana Búa                  | 5–7, 6–3, [10–7] |
| 9.  | 23 aprile 2011    | Asociacion Argentina de Tenis Women Circuit, Córdoba                            | Terra rossa | Luciana Sarmenti     | Sofía Luini Aranza Salut                    | 6-2, 6-0         |
| 10. | 13 maggio 2011    | Torneo Club Radio Parque, Encarnación                                           | Terra rossa | Luciana Sarmenti     | Ornella Carón Jordana Luján                 | 6-3, 6-2         |
| 11. | 24 giugno 2011    | SMA Cup Sant'Elia, Roma                                                         | Terra rossa | Paula Ormaechea      | Marina Šamajko Sofia Šapatava               | 7–5, 6–4         |
| 12. | 1º luglio 2011    | Open GDF SUEZ de la Porte du Hainaut, Denain                                    | Terra rossa | Teliana Pereira      | Céline Ghesquière Elixane Lechemia          | 6-1, 6-1         |
| 13. | 1º luglio 2013    | Mundial de Tenis Femenino do Interior, São José do Rio Preto                    | Terra rossa | Adriana Pérez        | Mailen Auroux María Fernanda Álvarez Terán  | 4–6, 6–4, [11–9] |
| 14. | 8 luglio 2013     | Mundial de Tenis Femenino do Interior, Campinas                                 | Terra rossa | Adriana Pérez        | Florencia Molinero Carolina Zeballos        | 6-0, 6-1         |
| 15. | 28 ottobre 2013   | ITF Women's Circuit Caracas, Caracas                                            | Cemento     | Adriana Pérez        | Florencia Molinero Laura Pigossi            | 6-3, 6-3         |
| 16. | 13 dicembre 2013  | Copa Providencia BCI, Santiago del Cile                                         | Terra rossa | María Irigoyen       | Cecilia Costa Melgar Daniela Seguel         | 2–6, 6–4, [10–5] |
| 17. | 12 maggio 2014    | Open International Féminin Midi-Pyrénées Saint-Gaudens Comminges, Saint-Gaudens | Terra rossa | María Irigoyen       | Sharon Fichman Johanna Konta                | 7-5, 6-3         |
| 18. | 31 maggio 2014    | Torneo Internazionale Femminile Città di Grado, Grado                           | Terra rossa | Stephanie Vogt       | Lara Arruabarrena Vecino Florencia Molinero | 6-4, 6-2         |
| 19. | 28 settembre 2014 | Lexus of Las Vegas Open, Las Vegas                                              | Cemento     | María Irigoyen       | Asia Muhammad Maria Sanchez                 | 6–3, 5–7, [11–9] |
| 20. | 2 novembre 2014   | John Newcombe Women's Pro Challenge, New Braunfels                              | Cemento     | Mariana Duque Mariño | Alexa Glatch Bernarda Pera                  | 6-0, 6-3         |

#### Sconfitte (13)
| Torneo $100.000 (0) |
| Torneo $80.000 (0)  |
| Torneo $75.000 (0)  |
| Torneo $60.000 (0)  |
| Torneo $50.000 (5)  |
| Torneo $25.000 (7)  |
| Torneo $15.000 (0)  |
| Torneo $10.000 (1)  |

| N.  | Data             | Torneo                                                               | Superficie  | Partner                      | Avversarie                              | Punteggio         |
| 1.  | 9 ottobre 2010   | Londrina Tennis Cup, Londrina                                        | Terra rossa | Vivian Segnini               | Karen Castiblanco Camila Silva          | 4–6, 3-6          |
| 2.  | 11 febbraio 2012 | ITF Women's Circuit Riviera De Sao Lourenco, Riviera De Sao Lourenco | Cemento     | Florencia Molinero           | Mailen Auroux María Irigoyen            | 3-6, 1-6          |
| 3.  | 28 aprile 2012   | ITF Women's Circuit Caracas, Caracas                                 | Cemento     | Andrana Pérez                | Mailen Auroux María Irigoyen            | 4-6, 3-6          |
| 4.  | 13 maggio 2012   | ITF Women's Circuit Rosario, Rosario                                 | Terra rossa | Luciana Sarmenti             | Teliana Pereira Nicole Rottmann         | 2-6, 5-7          |
| 5.  | 10 giugno 2012   | Smart Card Open Monet+, Zlín                                         | Terra rossa | Teliana Pereira              | Elica Kostova Jasmina Tinjic            | 6-4, 1-6, [8-10]  |
| 6.  | 30 marzo 2013    | Oaks Club Challenger, Osprey                                         | Terra verde | Inés Ferrer Suárez           | Raquel Kops-Jones Abigail Spears        | 1-6, 3-6          |
| 7.  | 6 aprile 2013    | St. Dominic USTA Pro Circuit $25,000 Women's Challenger, Jackson     | Terra verde | María Fernanda Álvarez Terán | Ilona Kramen' Angelique van der Meet    | 3–6, 4–6          |
| 8.  | 21 dicembre 2013 | Mundial de Tenis Feminino da Riviera, Bertioga                       | Terra rossa | María Irigoyen               | Paula Cristina Gonçalves Laura Pigossi  | 6–4, 2–6, [7–10]  |
| 9.  | 15 giugno 2014   | AEGON Nottingham Challenge, Nottingham                               | Erba        | Stephanie Vogt               | Jarmila Gajdošová Arina Rodionova       | 6(0)-7, 1-6       |
| 10. | 5 luglio 2014    | Reinert Open, Versmold                                               | Terra rossa | Stephanie Vogt               | Gabriela Dabrowski Mariana Duque Mariño | 4-6, 2-6          |
| 11. | 4 aprile 2015    | Oaks Club Challenger, Osprey                                         | Terra verde | María Irigoyen               | Anhelina Kalinina Oleksandra Korašvili  | 1-6, 4-6          |
| 12. | 10 ottobre 2015  | Abierto Tampico, Tampico                                             | Cemento     | Marina Mel'nikova            | María Irigoyen Barbora Krejčíková       | 5-7, 2-6          |
| 13. | 10 marzo 2019    | Women's ITF Irapuato Club de Golf Santa Margarita, Irapuato          | Cemento     | Renata Voráčová              | Paige Hourigan Astra Sharma             | 1-6, 6-4, [10-12] |